# R-14 Chusovaya
O R-14 Chusovaya (em russo:  Р-14 «Чусовая»; foi um míssil de teatro de operações desenvolvido e utilizada pela União Soviética durante a Guerra Fria. A sua designação GRAU era 8K65, a designação da Otan do míssil era SS-5 Skean. 
Ele foi projetado por Mikhail Yangel. O nome "Chusovaya" foi dado em homenagem a um rio na Rússia. A linha de produção ficava na fábrica No. 1001 em Krasnoyarsk.